# Neofit Rilski
Neofit Rilski é chamado de patriarca dos professores e escritores búlgaros, de acordo com Constantino Jireček. Ideólogo e figura de destaque do Despertar nacional da Bulgária.
Ele estudou em Melnik e Veles, depois do qual foi professor em Samokov, Koprivshtitsa e no mosteiro de Rila. Mais tarde, chefiou o “Departamento de Línguas Eslavas” no seminário em Halki.
Primeiro professor na escola Aprilov em Gabrovo. Em 1835, ele publicou a primeira gramática no búlgaro moderno em Kragujevac. Autor do primeiro dicionário Grego-Búlgaro e colaborador do primeiro globo búlgaro. 